# Heinz Vollert
Heinz Vollert (* 10. August 1923) ist ein ehemaliger deutscher Fußballspieler. Von 1949 bis 1952 spielte er in der DDR-Oberliga, der höchsten Spielklasse im DDR-Fußball, für ZSG/Stahl/Motor Altenburg.

## Sportliche Laufbahn
Seine Laufbahn im landesweiten Nachkriegs-Fußballspielbetrieb begann Heinz Vollert 26-jährig 1949/50 mit der Altenburger Zentralen Sportgemeinschaft in der neu gegründeten Ostzonen-Fußballliga (später DDR-Oberliga). Als Stürmer erkämpfte er sich mit 25 Einsätzen in 26 Punktspiele und mit vier Toren sofort einen Stammplatz in der Mannschaft. Auch als die ZSG am Saisonende ein Relegationsspiel um den Klassenerhalt bestreiten musste, war Vollert beim 3:2-Sieg über Anker Wismar mit von der Partie. Infolge Fehlens bei mehreren Oberligaspielen kam Vollert 1950/51 bei 34 ausgetragenen Punktspielen nur zu 26 Einsätzen und erzielte, obwohl weiter im Angriff aufgeboten, diesmal nur zwei Tore. Im Laufe dieser Saison war die ZSG in die Betriebssportgemeinschaft (BSG) Stahl Altenburg umgewandelt worden. In der Spielzeit 1951/52 bestritt Vollert in der Hin- und Rückrunde jeweils nur ein Oberligaspiel, wobei er nur im Hinrundenspiel in der Startelf stand.
Die BSG beendete die Saison als Absteiger und spielte ab 1952/53 unter einem neuen Trägerbetrieb als BSG Motor in der zweitklassigen DDR-Liga. Dort lief Vollert wieder zu alter Form auf und kam in drei Spielzeiten bis 1955 bei 76 ausgetragenen Ligaspielen auf 61 Einsätze. Mit 17 erzielten Treffern wurde er zum verlässlichen Torschützen. Im Sommer 1955 wurde er 32 Jahre alt und beendete daraufhin seine Karriere im Leistungsfußball. Innerhalb von sechs Spielzeiten hatte er 53 Oberligaspiele (sechs Tore) und 61 DDR-Liga-Spiele (17 Tore) absolviert.